# Azacosterol
Azacosterol (INN), hoặc azacosterol hydrochloride (USAN) (tên thương hiệu Ornitrol), còn được gọi là 20,25-diazacholesterol, là một loại thuốc giảm cholesterol đã được bán trên thị trường trước đó nhưng đã bị ngừng sử dụng. Đây cũng là một gia cầm chemosterilant sử dụng để kiểm soát sâu bệnh pigeon dân qua gây vô sinh. Thuốc là một sterol và dẫn xuất của cholesterol, trong đó hai nguyên tử carbon đã được thay thế bằng các nguyên tử nitơ.
Azacosterol hoạt động như một chất ức chế 24-dehydrocholesterol reductase (24-DHCR), ngăn chặn sự hình thành cholesterol từ desimumerol. Mặc dù nó chủ yếu hoạt động để ức chế 24-DHCR, thuốc cũng ức chế các bước khác trong sinh tổng hợp cholesterol. Tác dụng chống sinh sản của thuốc ở chim được trung gian bởi sự ức chế sản xuất hormone steroid, hormone steroid được tổng hợp từ cholesterol. Do ngăn chặn sự trao đổi chất của desimumerol, thuốc khiến nó tích tụ, từ đó tạo ra các tác dụng phụ như tăng sừng, đặc biệt là lòng bàn tay và lòng bàn chân.